# Désert de Błędów
Le désert de Błędów (Pustynia Błędowska en polonais) est une zone sableuse entre Błędów (pl) (partie de la ville de Dąbrowa Górnicza, Haute-Silésie) et le village de Klucze (ville d'Olkusz), en Pologne.

## Description
La zone se situe essentiellement sur les hauts plateaux de Silésie. Elle couvre une zone de 32 km2. C'est le seul désert polonais, et l'un des cinq déserts naturels en Europe.
Les sables de Błędów sont les plus importantes accumulations de sable loin de toute mer en Europe centrale, déposés il y a des milliers d'années par une fonte des glaciers. L'apparition de ce paysage désertique date du Moyen Âge et est due à un effet accidentel de l'exploitation minière (zinc, argent et charbon). La structure géologique particulière a été de grande importance – l'épaisseur moyenne de la couche de sable est d'environ 40 mètres (70 mètres au maximum) – ce qui a rendu l'assèchement, rapide et profond, très facile. Ces dernières années, le désert a commencé à rétrécir.
Au cours de la Seconde Guerre mondiale, la zone a été utilisée par les autorités allemandes et le Deutsches Afrikakorps pour des tests d'équipements avant le déploiement en Afrique.

## Images

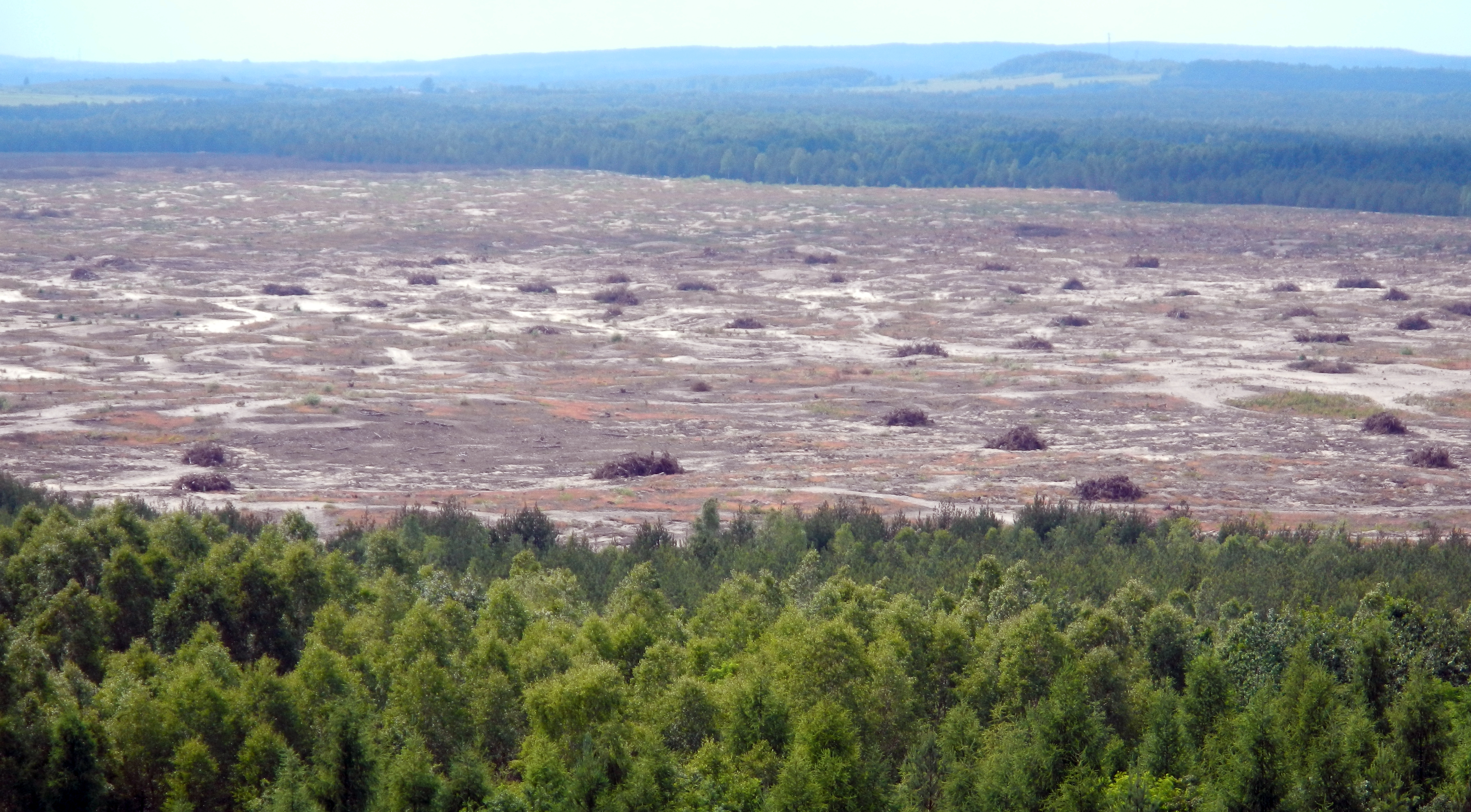
Le désert vu depuis Czubatka.
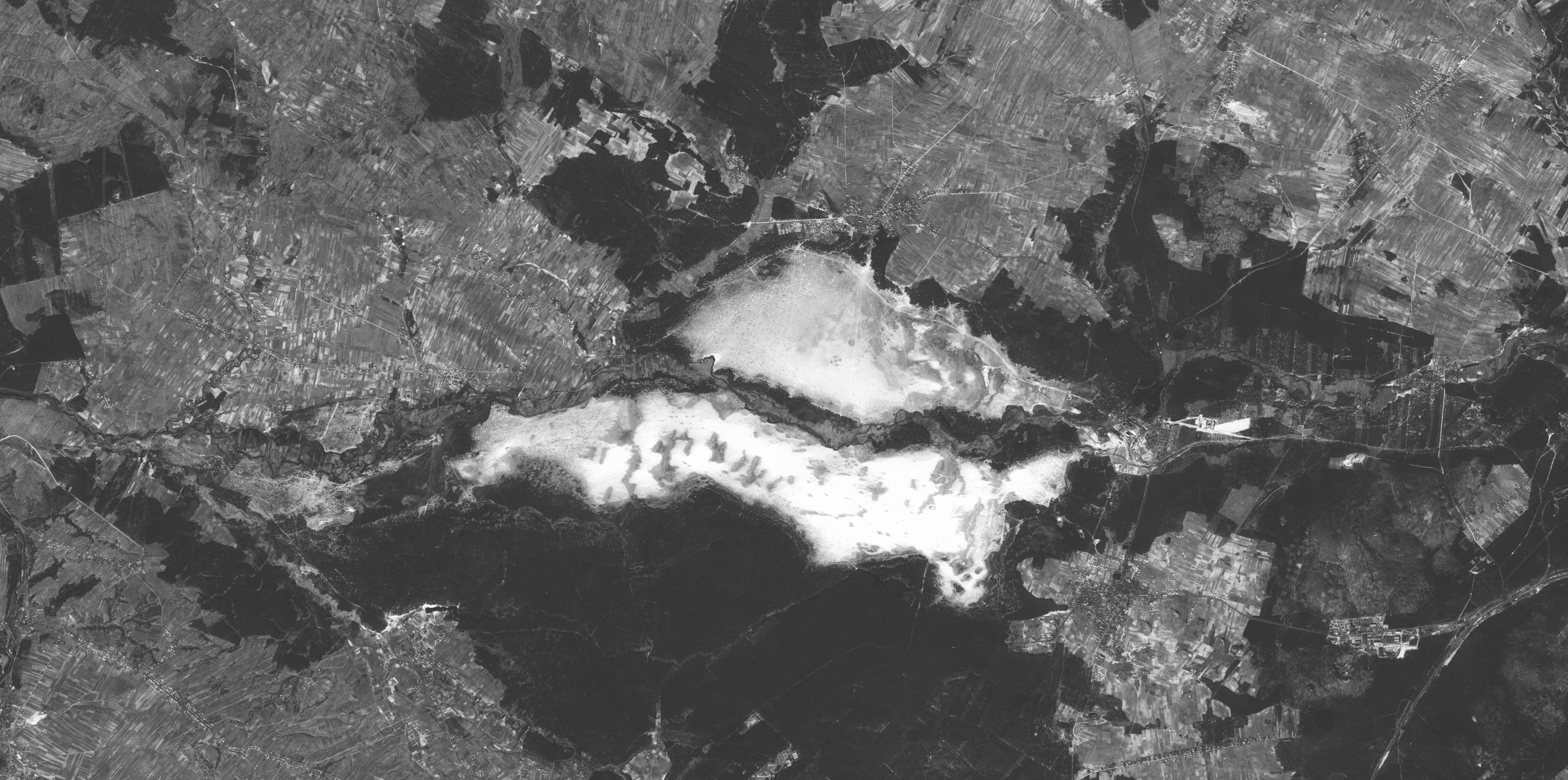
Vue satellitaire du désert de Błędów (1968).
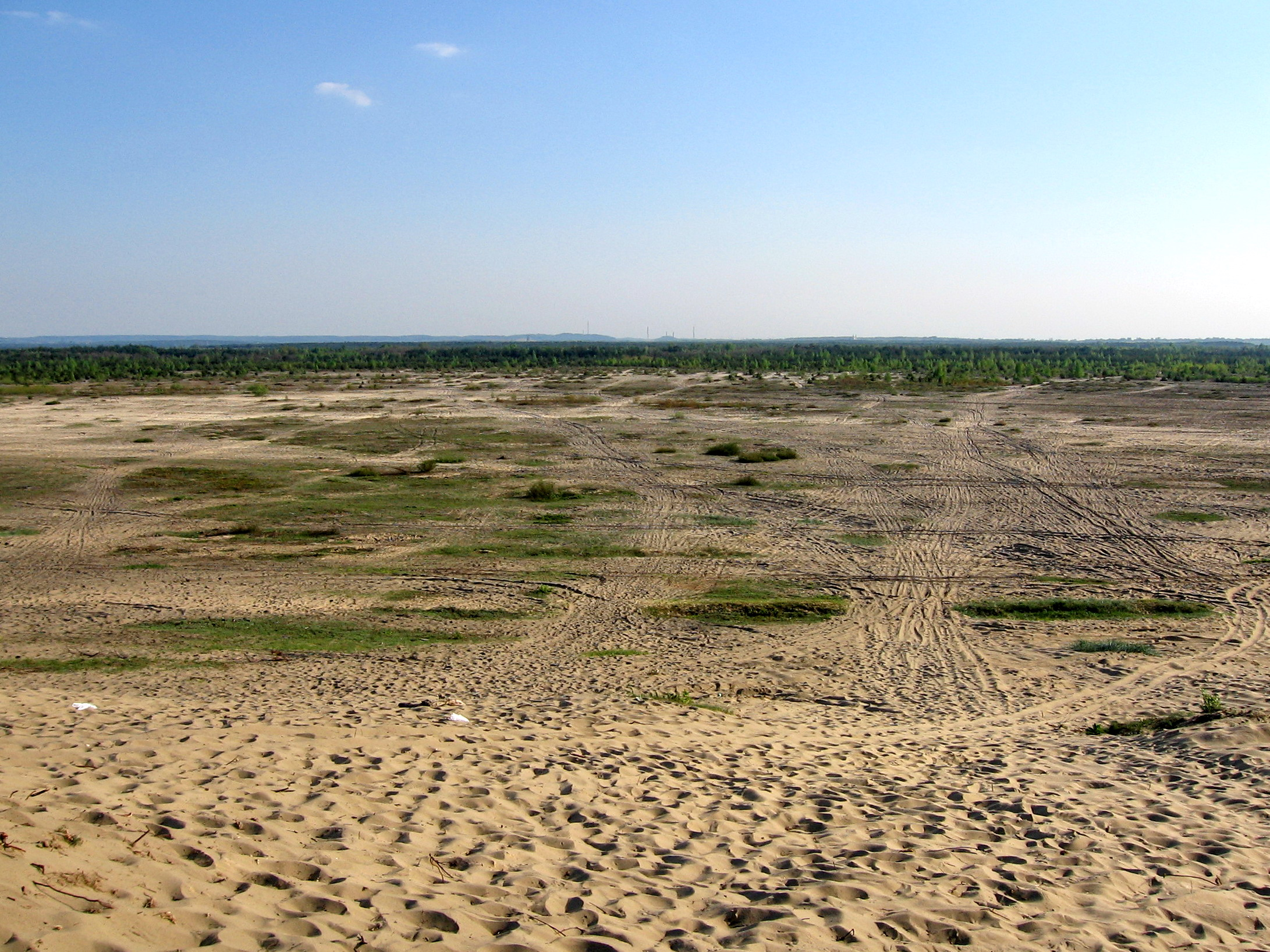
Le désert de Błędów en 2006.